# Azienda Napoletana Mobilità
ANM (acronimo di Azienda Napoletana Mobilità) è una azienda pubblica controllata dalla municipalizzata Napoli Holding che gestisce il servizio di trasporto pubblico locale nella città di Napoli e nella circostante città metropolitana. L'azienda gestisce 2 linee della metropolitana partenopea, gran parte della rete autobus, la rete filoviaria, la rete tranviaria, i sistemi ettometrici, i parcheggi di scambio e la sosta tariffata del capoluogo campano.
Controlla una quota pari al 18,44 % del consorzio UnicoCampania e una quota del 12,92 % nell'Agenzia napoletana energia e ambiente (ANEA).

## Storia
Le origini dell'azienda risalgono all'affidamento di alcune strade ferrate, che composero il primo servizio di trasporto pubblico nella città di Napoli, alla belga Société Anonyme de Tramways Napolitains (SATN) nel 1875. Nel settembre 1918 il comune acquisì la gestione delle tranvie urbane mentre nel 1927 rilevò quelle extraurbane.
Negli anni successivi l'ente comunale affidò i servizi rilevati all'Azienda Tranviaria del Comune di Napoli (ATCN) che fu poi rilevata da Ente Autonomo Volturno negli anni '30.
In seguito all'attivazione della prima linea filoviaria avvenuta a Posillipo nel 1947, il comune fondò l'Azienda Tranvie e Autofilovie Napoli (ATAN), dove assunse anche la gestione degli autobus, della metropolitana linea 1 e dei sistemi ettometrici.
Il 27 giugno 1995, in applicazione della legge 142/90, venne trasformata in azienda speciale e ridenominata in ANM, Azienda Napoletana Mobilità.
Pochi anni dalla nascita della nuova azienda, furono create altre due aziende per suddividere la gestione generale del trasporto pubblico locale: l'azienda Metronapoli, che prevedeva sia la gestione del servizio metropolitano, (in quanto venne aperta anche la linea 6) e sia la gestione dei servizi ettometrici, e l'azienda NapoliPark, per la gestione dei parcheggi e della sosta tariffaria, lasciando cosi all'ANM, la sola gestione di autobus, filobus e tram.

Il 1º novembre 2013 fu portata a compimento la fusione per incorporazione, in ANM, delle due aziende napoletane: Metronapoli e NapoliPark.

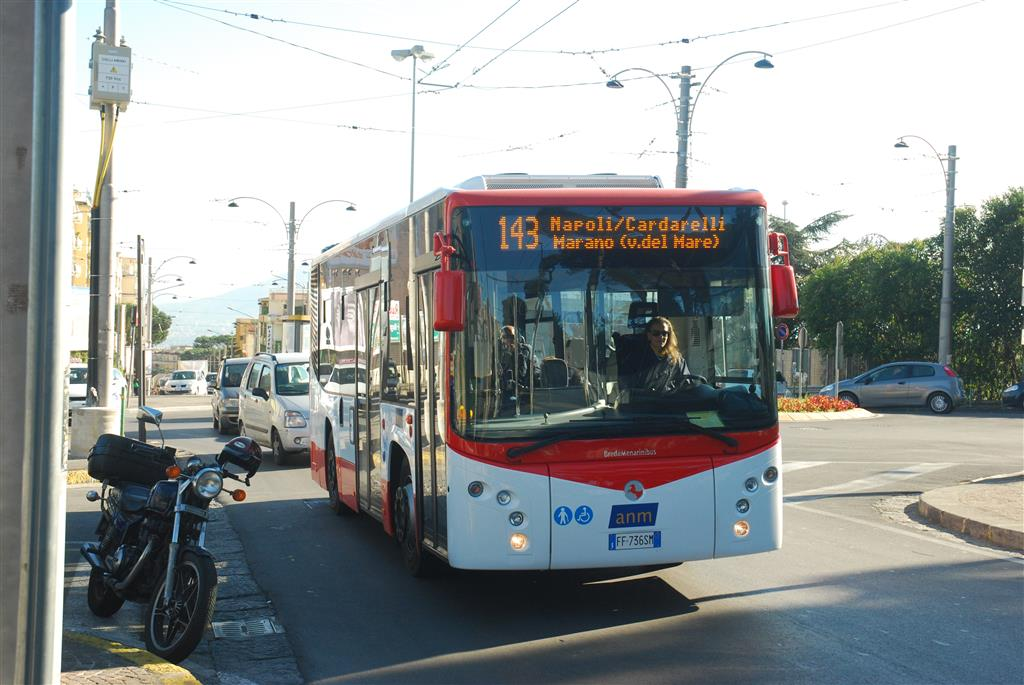
ANM per aumentare il parco mezzi d'autobus, usa in affitto vetture dell'EAV, l'Ente Autonomo Volturno, azienda di trasporto pubblico della Regione Campania. Qui un autobus EAV in esercizio dall'ANM sulla linea 143. (EAV, per il servizio su gomma, utilizza le livree rosso, bianco per bus urbani e azzurro, bianco per bus extraurbani, ulteriori varianti livree sono rosso, giallo per bus urbani e grigio, blu per bus extraurbani).

 La forte crisi economica dell'azienda, risultata in 59 milioni di euro di perdite registrati nel bilancio del 2016, ha portato l'azienda a richiedere l'ammissione alla procedura di concordato preventivo nel dicembre 2017. La domanda è stata accolta il 12 dicembre 2018 mentre il relativo decreto di omologa è stato depositato nel dicembre del 2019.

## Servizi

### Autobus
ANM gestisce 84 linee autobus:
- 49 linee urbane
- 16 linee suburbane
- 5 linee urbane notturne
- 4 linee suburbane notturne
- 7 linee occasionali e scolastiche
- 2 linee cimiteriali
- 1 linea speciale (ALIBUS)

### Filobus
- 3 linee urbane
- 1 linea suburbana

### Tram
- 3 linee urbane

### Metropolitana
- Linea 1 (Piscinola - Centro Direzionale)
- Linea 6 (Municipio - Mostra)

### Sistemi ettometrici

#### Funicolari
- Funicolare di Chiaia (Cimarosa - Parco Margherita)
- Funicolare di Montesanto (Morghen - Montesanto)
- Funicolare Centrale (Fuga - Augusteo)
- Funicolare di Mergellina (Manzoni - Mergellina)

#### Ascensori
- Ascensore Acton (Via Acton - Piazza del Plebiscito)
- Ascensore Chiaia (Via Nicotera - Via Chiaia)
- Ascensore del Monte Echia (Via Santa Lucia - Belvedere di Pizzofalcone)
- Ascensore della Sanità (Corso Amedeo - Piazza della Sanità)
- Ascensore Ventaglieri (Vico Lepri ai Ventaglieri - Via Avellino a Tarsia)

#### Scali mobili intermodali
- Scala mobile del Vomero (Tra P.za Fuga e Via Scarlatti)
- Scala mobile del P.co Ventaglieri (Montesanto e P.za Gesù e Maria e P.za Mazzini)

### Parcheggi
- Centro Direzionale Parcheggio P5, L3, T1, L1/L2, G1, T2 (2244 posti)
- 2º Policlinico (210 posti)
- Via dell'erba (250 posti)
- Ponticelli (160 posti)
- Monaldi (90 posti)
- Maschio Angioino (120 posti)
- M1 Frullone (668 posti)
- M1 Chiaiano 1 - 2 (109 posti adiacente M1, 270 posti sottostante viadotto)
- M1 Scampia (204 posti)
- Pianura (220 posti, adiacente staz. EAV Circumflegrea)
- Brin (1330 posti)
- Bagnoli (330 posti auto e 100 posti moto)
- M1 Colli Aminei (240 posti)
- Mancini (60 posti auto e 30 posti moto)
- Aulisio
- Grimaldi

## Depositi e rimesse

### Autobus
- 3 rimesse (Carlo III, Cavalleggeri Aosta, Via Puglie) - in passato, dismesse Posillipo e Garittone

### Filobus
- 1 rimessa (Carlo III) - in passato, dismessa Stella Polare

### Tram
- 1 rimessa (Corso San Giovanni a Teduccio) - in passato, dismessa Fuorigrotta

### Metro Linea 1
- 1 officina a Piscinola

### Metro Linea 6
- 1 rimessa a Mostra

Inoltre, 4 officine e 6 sottostazioni elettriche

## Parco mezzi
Oltre alla prima livrea verde, poi alla ministeriale arancione, quest'ultima tuttora utilizzata su gran parte di autobus e filobus, (fino ai primi anni 2000 anche su tram e funicolari, ad eccezione del tram vettura Peter Witt 1000 e degli Elettromotrici MN L.6 001-006 in livrea linea mare, prima di essere utilizzati per la metro M6), ANM negli ultimi anni adotta le seguenti livree:
Autobus e Filobus: Arancione, arancione e azzurro, bianco e rosso
Tram Ansaldo: Grigio e blu
Metro M1: Grigio e blu
Metro M6 e Funicolari: Bianco, giallo e blu

### Autobus
| Modello                      | Immatricolazione | Lunghezza | Motore                       | In servizio dal                   |
| ---------------------------- | ---------------- | --------- | ---------------------------- | --------------------------------- |
| BredaMenarinibus Monocar 231 | T001-T020        | 8/9 m     | Diesel Euro 3                | 2003                              |
| BredaMenarinibus Vivacity    | U001-U005        | 8 m       | Diesel Euro 5                | 2014                              |
| BredaMenarinibus Vivacity    | V001-V008        | 8 m       | Diesel Euro 5                | 2014                              |
| BredaMenarinibus Vivacity    | T021             | 8/9 m     | Diesel Euro 5                | 2014                              |
| BredaMenarinibus Vivacity    | T101-T135        | 8/9 m     | Diesel Euro 5                | 2014                              |
| BredaMenarinibus Vivacity+   | M001-M010        | 9 m       | Diesel Euro 5                | 2014                              |
| BredaMenarinibus Vivacity+   | C101-C105        | 8 m       | Diesel                       | 2016                              |
| BredaMenarinibus Vivacity+   | M011-M014        | 9 m       | Diesel                       | 2024                              |
| Indcar Mobi                  | P301-P313        | 7 m       | Diesel                       | 2020                              |
| Irisbus Citelis              | C001-C009        | 10 m      | Iveco Cursor 8 Diesel Euro 5 | 2010                              |
| Irisbus Citelis              | V501-V541        | 10 m      | Iveco Cursor 8 Diesel Euro 5 | 2010                              |
| Irisbus CityClass            | V401-V426        | 10,5 m    | Diesel Euro 5                | 2008                              |
| Irisbus Europolis            | V201-V215        | 9 m       | Diesel Euro 5                | 2008                              |
| Menarinibus Citymood         | N061-N127        | 10,6 m    | Iveco Cursor 9 Diesel        | 2018 (N061-N116) 2020 (N117-N127) |
| Menarinibus Citymood         | N151-N190        | 10,6 m    | Iveco Cursor 9 Diesel        | 2020                              |
| Menarinibus Citymood         | LM001-LM020      | 12 m      | GNC                          | 2020                              |
| Mercedes-Benz Citaro         | V801-V844        | 12 m      | GNC Euro 5                   | 2008                              |
| Mercedes-Benz Citaro         | N201-N220        | 10 m      | Diesel                       | 2021                              |
| Otokar Centro                | P001-P011        | 6/7 m     | Diesel                       | 2015                              |
| Otokar Kent                  | N001-N012        | 12 m      | Diesel                       | 2016                              |
| Iveco Urbanway               | LH001-LH008      | 12 m      | Ibrido-Elettrico             | 2021                              |
| Iveco Urbanway               | NM001-NM013      | 10 m      | GNC                          | 2021                              |
| Iveco Streetway              | LM021-LM046      | 12 m      | GNC                          | 2024                              |

### Filobus
- AnsaldoBreda F19 (10–12 m) (immatricolati F9079-F9165)

### Tram
- AnsaldoBreda Sirio (immatricolati 1101-1122)

### Mezzi d'epoca

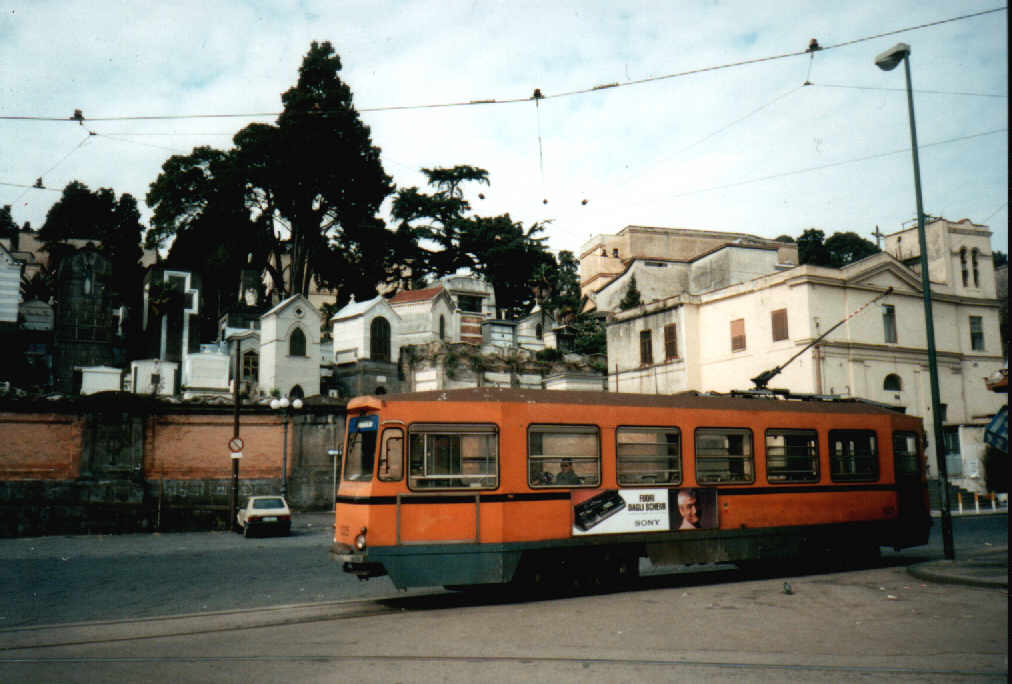
Tram del 1996 col sistema "asta e rotella"

ANM ha restaurato il filobus Alfa Romeo 1000 Aerfer n. 8021, riportandolo alle condizioni degli anni sessanta.

A partire dal 2008, il tram tipo Peter Witt n. 1029, costruito dall'Officina Ferroviaria Meridionale nel 1930 e dotato di motori CGE CT139K nel 1979, è stato sottoposto a restauro filologico. Alla conclusione dei lavori, è stato presentato il 10 gennaio 2012.

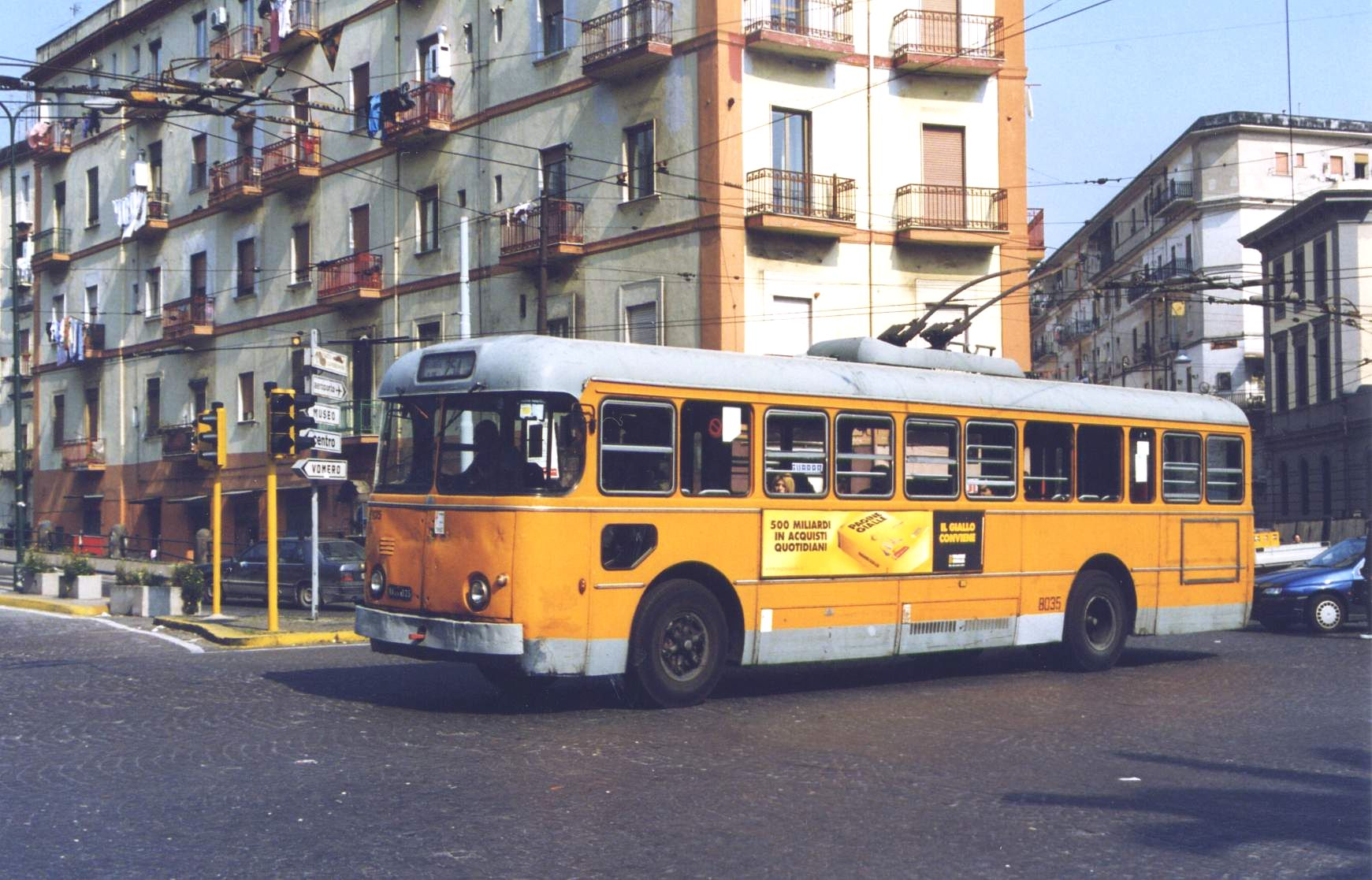
Un filobus Alfa Romeo 1000 Aerfer (8035)

## Controversie
L'azienda riporta un indice di disservizi elevato rispetto alla media nazionale, in particolare per quanto riguarda le linee della metropolitana e su gomma.
Un dossier dell'azienda del 2017 riportava che, in un periodo di quattro mesi, la linea 1 aveva subito in media un guasto o un'interruzione del servizio alla settimana.
A fine anno, la manutenzione fu completamente sospesa.
Nel 2021 si è verificata in media un'interruzione ogni tre giorni per la linea 1 della metropolitana. Vi è un indice sensibile di linee soppresse in massa, soprattutto durante il periodo estivo. Considerando anche le linee di autobus, tram e funicolari, si è verificata quasi un'interruzione al giorno. Le cause riportate sono guasti, mancanza di energia elettrica, malori e scioperi.
Su vari autobus ANM si verifica l'impossibilità di acquistare titoli di viaggio a bordo oppure tramite SMS, come segnalato dalla consigliera comunale Laura Bismuto.
La linea 6 della metropolitana, riaperta al pubblico il 16 luglio 2024, ha subito guasti ogni giorno nei primi tre giorni di messa in servizio.
Napoli è la città italiana con il maggior investimento per abitante nel settore dei servizi, nonostante i frequenti disservizi delle linee gestite da ANM.